# Hypnum tristoviride
Hypnum tristoviride är en bladmossart som beskrevs av Jean Édouard Gabriel Narcisse Paris 1900. Hypnum tristoviride ingår i släktet flätmossor, och familjen Hypnaceae. Inga underarter finns listade i Catalogue of Life.